# Herbert Mullin
Herbert William Mullin (18 de abril de 1947 – 18 de agosto de 2022) foi um serial killer americano que matou treze pessoas na Califórnia no início dos anos 1970. Ele confessou os assassinatos, que, segundo ele, evitaram terremotos. Em 1973, após um julgamento para determinar se ele era louco ou culpado, foi condenado por dois assassinatos em primeiro grau e nove em segundo grau e condenado à prisão perpétua. Desde 1980, ele teve a liberdade condicional negada oito vezes - a última em março de 2021.

## Biografia

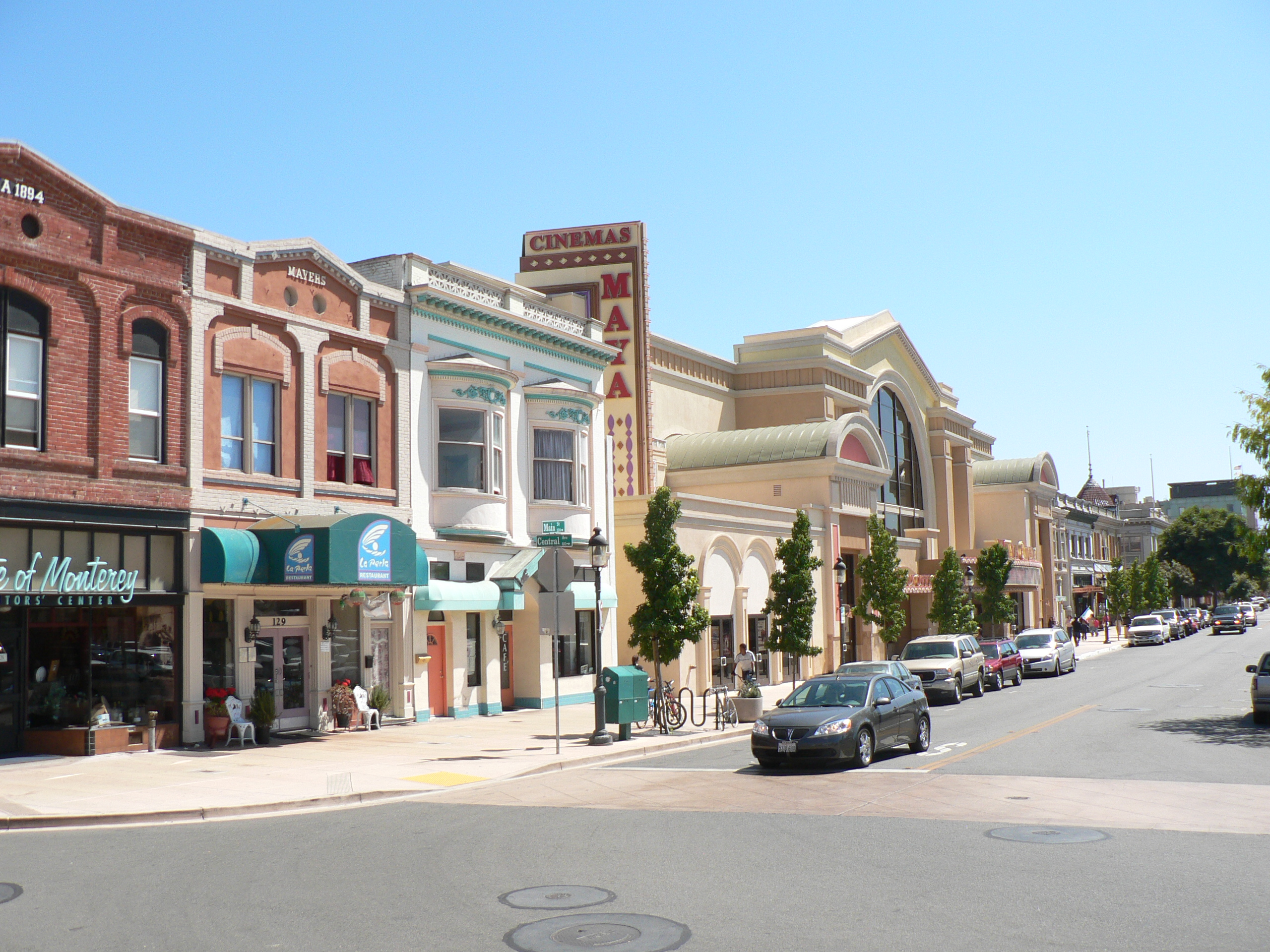
Salinas, onde Mullin nasceu

Herbert William Mullin nasceu em 18 de abril de 1947 em Salinas, Califórnia. Seu pai teria sido severo, mas não abusivo.
Mullin tinha vários amigos na escola e foi eleito "Mais provável de ter sucesso" quando tinha dezesseis anos por seus colegas na San Lorenzo Valley High School. Sua vida estava saindo dos trilhos neste momento, em grande parte devido a um transtorno esquizofrênico paranoico. Pouco depois de se formar na San Lorenzo Valley High School, um de seus amigos, Dean Richardson, morreu acidente de carro no verão após a formatura em junho de 1965 e Mullin ficou arrasado. Ele construiu santuários em honra a seu amigo em seu quarto e ficou obcecado com a reencarnação.
Em 1969 Mullin foi internado no Hospital Estadual de Mendocino. Ao longo dos próximos anos, ele entrou em vários hospitais psiquiátricos, mas recebeu alta por não causar danos a si mesmo ou a outros. No total, Mullin foi internado em cinco hospitais psiquiátricos. Quando ele estava em seus vinte e poucos anos, ele teve um caso completo de esquizofrenia paranoica que piorou pelo uso de LSD e maconha.

## Os crimes

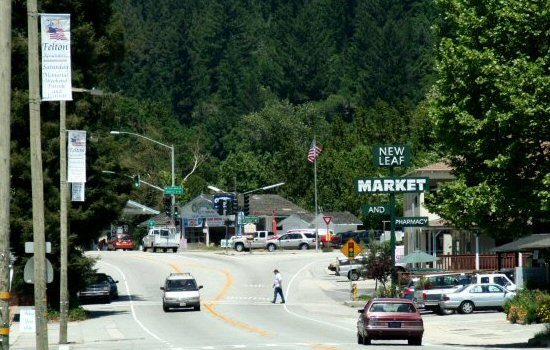
Felton, onde passou a morar com os pais em 1972

Em 1972, Mullin tinha 25 anos e voltou a morar com seus pais em Felton, Califórnia, nas montanhas de Santa Cruz. O aniversário de Mullin, 18 de abril, foi o aniversário do terremoto de 1906 em São Francisco, que ele considerou muito significativo.
Mullin acreditava que a Guerra do Vietnã havia produzido mortes de americanos o suficiente para evitar terremotos como um sacrifício de sangue à natureza, mas que com a guerra terminando no final de 1972 (de uma perspectiva americana), ele precisaria começar a matar pessoas para ter mortes suficientes para manter um calamitoso terremoto longe. Foi por isso, disse ele mais tarde, que seu pai, por telepatia, ordenou que ele tirasse algumas vidas.
Em 13 de outubro de 1972, Mullin esmagou a cabeça de um sem-teto de 55 anos, Lawrence "Whitey" White, com um taco de beisebol quando o passageiro olhou para o motor de sua caminhonete Chevy 58 depois que Mullin fingiu ter problemas com o carro e parou. White se ofereceu para ajudar a consertar seu carro em troca de uma carona. Mullin arrastou o corpo de White para a floresta - seu corpo foi encontrado no dia seguinte. Mais tarde, Mullin afirmou que sua vítima se parecia com Jonas da Bíblia e lhe enviou mensagens telepáticas: "ei, cara, me pegue e me jogue sobre o barco. Mate-me para que outros sejam salvos".
Mullin matou sua próxima vítima depois que seu pai o instruiu a matar sua segunda vítima como sacrifício e também para testar sua hipótese de que o meio ambiente estava sendo rapidamente poluído e um terremoto estava próximo. A vítima era uma caroneira chamada Mary Margaret Guilfoyle (24 anos), que ele pegou em uma estrada. Mullin a esfaqueou no peito enquanto dirigia. Ele cortou seu abdômen para testar sua hipótese de poluição, tirou seus órgãos, examinou-os e colocou-os em galhos próximos para poder vê-los melhor. O esqueleto do corpo só foi encontrado depois de vários meses.
Em 2 de novembro de 1972, Mullin teve dúvidas sobre a adequação das instruções de seu pai e foi ver um padre católico em um confessionário na Igreja Católica de Santa Maria em Los Gatos. Ele contou que o padre Henri Tomei (que foi diretor musical da arquidiocese de Marselha) queria se oferecer como voluntário para ser seu próximo sacrifício. Ele abriu o confessionário e bateu, chutou e esfaqueou Tomei, que sangrou até a morte no confessionário enquanto um paroquiano observava Mullin fugir. O paroquiano correu para pedir ajuda, mas a descrição da testemunha de um homem alto e magro não ajudou muito na investigação.
Mullin tentou se juntar aos fuzileiros navais por volta de janeiro de 1973, procurando uma maneira de conduzir sua missão legalmente, mas se recusou a assinar uma cópia de sua ficha criminal, o que fez com que fosse rejeitado. Em janeiro de 1973, Mullin parou de usar drogas e as culpou por seus problemas.
No início de janeiro de 1973, o criminoso dirigiu até uma área remota de cabanas onde pensou que um ex-colega de time que primeiro lhe dera maconha para fumar poderia viver. A mulher que atendeu a porta se chamava Kathy Francis. Francis disse que o homem que ele queria ver morava na mesma rua. Segundo Mullin, ela também insistiu que ela e seus filhos (David, de 9 anos e Daemon, de 4) estavam se oferecendo como voluntários para sacrifícios de sangue. Ele matou todos eles com uma pistola. Mullin então bateu na porta da casa de seu ex-colega, que nem teve tempo de falar algo antes de Mullin atirar. Morrendo, o homem se arrastou até o banheiro na tentativa de dizer à esposa para trancar a porta, mas Mullin arrombou a porta e matou a mulher também. Neste ponto, a polícia desconfiou que as mortes em ambas as residências estivessem relacionadas ao comércio de drogas e não suspeitou que estivesse conectadas com a morte do padre e dos caroneiros.

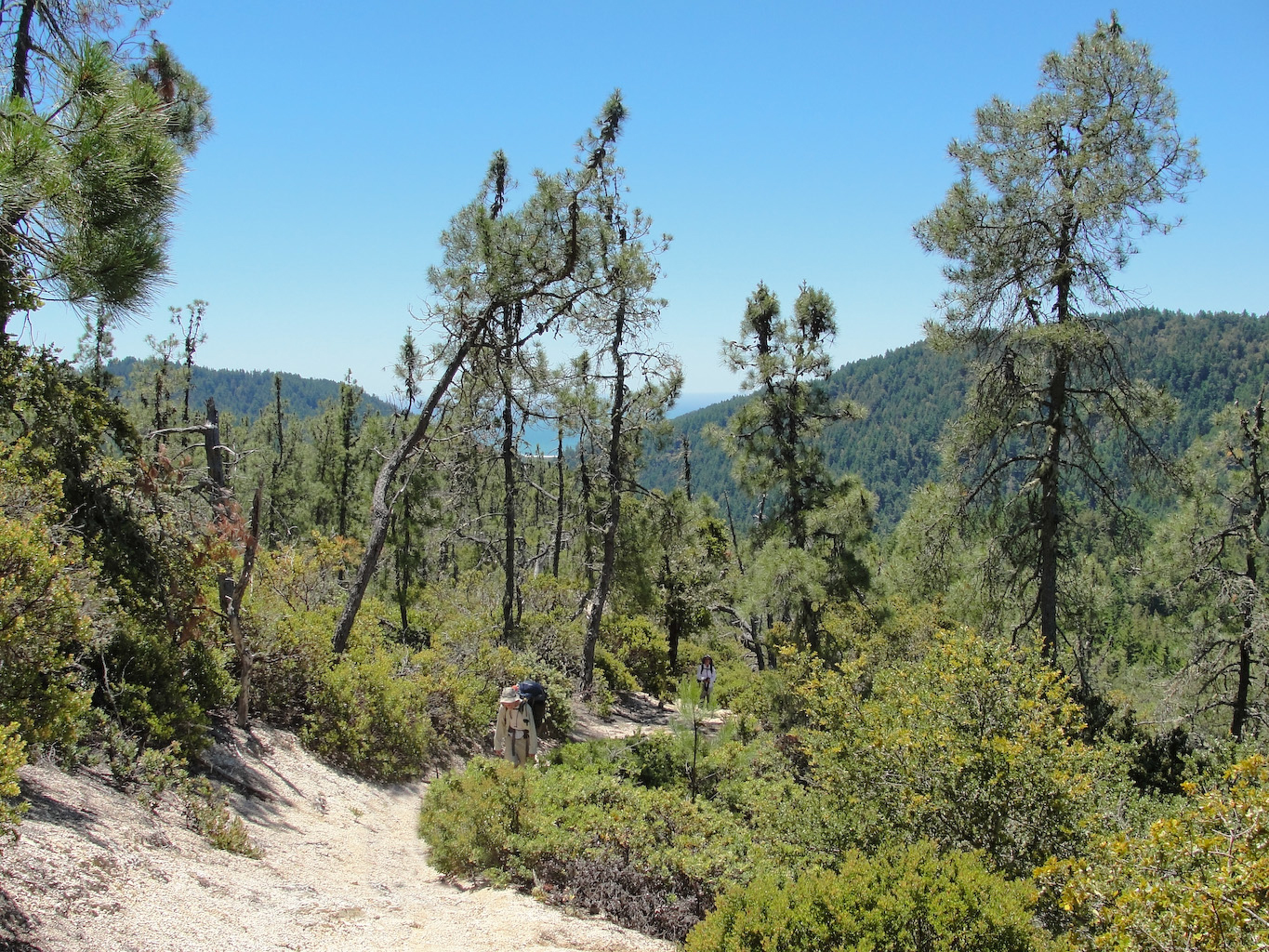
Parque de Santa Cruz: Mullin matou 4 jovens no local

Cerca de um mês depois, em 10 de fevereiro de 1973, Mullin estava caminhando no parque estadual de Santa Cruz, onde encontrou quatro adolescentes (Robert Spector, 18 anos, Brian Scott Card, 19, David Oliker, 18, e Mark Dreibelbeis, 15) que estavam acampando ilegalmente. Ele caminhou até eles, envolveu-os em uma breve conversa e alegou ser um guarda florestal. Ele disse a eles para sair porque eles estavam "poluindo" a floresta, mas eles o enxotaram e ficaram na barraca. No dia seguinte, Mullin voltou e atirou na cabeça dos quatro com a .22, matando-os. Quando Mullin terminou, ele pegou o rifle .22 e 20 dólares.
O próximo assassinato aconteceu antes que os corpos de suas vítimas anteriores fossem encontrados no final daquela semana. Ocorreu quando Mullin estava carregando lenha em sua caminhonete. Ele viu sua vítima, um lutador aposentado de 72 anos e peixeiro chamado Fred Abbie Perez, trabalhando em seu jardim em Santa Cruz. Mullin deu meia-volta, voltou pela rua, parou, colocou o rifle no capô do carro e deu um tiro no coração de Perez. Ele cometeu esse assassinato à vista do vizinho de Perez, que anotou a placa do carro de.

### Vítimas
| Número | Nome                      | Sexo | Idade | Data da morte           | Notas                                                |
| ------ | ------------------------- | ---- | ----- | ----------------------- | ---------------------------------------------------- |
| 1      | Lawrence "Whitey" White   | M    | 55    | 13 de outubro de 1972   | Morto com golpes na cabeça com um bastão de beisebol |
| 2      | Mary Margaret Guilfoyle   | F    | 24    | 24 de outubro de 1972   | Esfaqueada e desmembrada                             |
| 3      | Henri Tomei               | M    | 64    | 02 de novembro de 1972  | Espacando e esfaqueado no coração                    |
| 4      | Jim Ralph Gianera         | M    | 25    | 25 de janeiro de 1973   | Morto com três tiros                                 |
| 5      | Joan Gianera              | F    | 21    | 25 de janeiro de 1973   | Morta com um tiro na cabeça e três facadas           |
| 6      | Kathy Francis             | F    | 29    | 25 de janeiro de 1973   | Morta a tiros e esfaqueada após a morte              |
| 7      | Daemon (filho de Francis) | M    | 4     | 25 de janeiro de 1973   | Morto a tiros e esfaqueado após a morte              |
| 8      | David (filho de Francis)  | M    | 9     | 25 de janeiro de 1973   | Morto a tiros e esfaqueado após a morte              |
| 9      | David Oliker              | M    | 18    | 10 de fevereiro de 1973 | Morto a tiros (na cabeça)                            |
| 10     | Robert Spector            | M    | 18    | 10 de fevereiro de 1973 | Morto a tiros (na cabeça)                            |
| 11     | Brian Scott Card          | M    | 19    | 10 de fevereiro de 1973 | Morto a tiros (na cabeça)                            |
| 12     | Mark Dreibelbis           | M    | 15    | 10 de fevereiro de 1973 | Morto a tiros (na cabeça)                            |
| 13     | Fred Perez                | M    | 72    | 10 de fevereiro de 1973 | Morto a tiros (na cabeça)                            |

## Prisão
Poucos minutos depois do vizinho de Perez avisar a polícia, a descrição do carro e o número da placa foram transmitidos pelo rádio aos policiais, que recebeu ordem de encostar e foi preso por um patrulheiro. Em seu carro estava a pistola .22 e ele ainda tentou usar o fuzil .22 contra o policial.
A polícia sofria de "cegueira de conexão" na época dos assassinatos de Mullin devido a vários fatores: em primeiro lugar, os assassinatos não pareciam estar ligados por uma arma similar ou MO (modus operandi), em segundo lugar, as vítimas diferiam umas das outras em termos de idade, raça e sexo, e, finalmente, Edmund Kemper estava assassinando na mesma área na mesma época.

### Tentativa de progressão de pena
Desde 2021, Herbert teve o pedido de condicional negado oito vezes - a última em março de 2021, quando o promotor distrital do condado de Santa Cruz, Jeff Rosell, disse que ele não deveria ser libertado da prisão devido ao número e magnitude de seus crimes, sua natureza horrível e sem sentido e o risco que ele continuava representando para a comunidade.

## Julgamento e pena
Mullin afirmou sob custódia que havia cometido seus crimes apenas na tentativa de salvar o meio ambiente. Ele foi diagnosticado pelo Dr. David Marlowe da Universidade da Califórnia em Santa Cruz como sofrendo de reação esquizofrênica, tipo paranoico.
A promotoria do condado de Santa Cruz acusou Mullin de dez assassinatos e o julgamento começou em 30 de julho de 1973. Mullin havia admitido todos os crimes e, portanto, o julgamento se concentrou em saber se ele era legalmente são (o que, sob a lei dos EUA, significa que ele entendia a natureza e a seriedade de suas ações, e diferia o certo do errado). O fato de ele ter encoberto seus rastros e mostrado premeditação em alguns de seus crimes foi destacado pelo promotor Chris Cottle, enquanto a defesa (o promotor público Jim Jackson) argumentou que os delírios de Mullin o fizeram matar. Em 19 de agosto de 1973, após quatorze horas de deliberação, Mullin foi considerado culpado de assassinato em primeiro grau de Jim Gianera e Kathy Francis - porque haviam sido premeditado - e oito condenações de assassinato em segundo grau - porque foram considerados "impulsos". Mullin foi condenado pelos dez assassinatos aos 26 anos.
A promotoria do condado de Santa Clara acusou Mullin pelo assassinato de Henri Tomei. Em 11 de dezembro de 1973, o dia em que seu julgamento deveria começar, ele se declarou culpado de assassinato em segundo grau depois de se declarar inocente por motivo de insanidade por assassinato em primeiro grau.  Ele foi condenado à prisão perpétua no julgamento do condado de Santa Cruz e lhe foi negada a liberdade condicional oito vezes desde 1980. Antes de sua morte, Mullin estava encarcerado na Mule Creek State Prison, em Ione, Califórnia.

## Morte
Mullin morreu em 18 de agosto de 2022, aos 75 anos de idade, em um hospital em Stockton.

## Na cultura popular
- Andy E. Horne intrepretou Mullin (renomeado"Herbert McCormack") no filme de terror Kemper: The CoEd Killer
- Mullin foi tema de uma série do documentário Born to Kill?
- Mullin foi mencionado duas vezes na série Criminal Minds
- Mullin fo tema do episódio 416 do podcast The Last Podcast on the Left
- Mullin foi mencionado na música "Megalomania" da banda japonesa Church of Misery
- Mullin foi tema do episódio 57 do podcast My Favorite Murder